# Monténégro aux Jeux olympiques d'été de 2008
Le Monténégro participe aux Jeux olympiques d'été de 2008 à Pékin.

## Athlètes engagés

### Athlétisme

#### Femmes
| Épreuve    | Athlète          | Séries   | Séries | Quarts de finale | Quarts de finale | Demi-finales | Demi-finales | Finale   | Finale |
| Épreuve    | Athlète          | Résultat | Rang   | Résultat         | Rang             | Résultat     | Rang         | Résultat | Rang   |
| ---------- | ---------------- | -------- | ------ | ---------------- | ---------------- | ------------ | ------------ | -------- | ------ |
| 100 mètres | Milena Milasevic | 12.65    | 8e     | -                | -                | -            | -            | -        | -      |

### Boxe
- Milorad Gajović

| Athlète         | Catégorie            | 16e de finale       | 8e de finale         | Quart de finale     | Demi-finale         | Finale              |
| Athlète         | Catégorie            | Adversaire Résultat | Adversaire Résultat  | Adversaire Résultat | Adversaire Résultat | Adversaire Résultat |
| --------------- | -------------------- | ------------------- | -------------------- | ------------------- | ------------------- | ------------------- |
| Milorad Gajovic | Poids lourds (-91Kg) | NC                  | Pavlidis Défaite 3-7 | -                   | -                   | -                   |

### Tir
- Nikola Šaranović

### Water-polo
Hommes
- L'équipe nationale du Monténégro s'est qualifié comme l'une des douze équipes du tournoi messieurs en remportant le tournoi européen de qualification olympique en septembre 2007.

## Liste des médaillés

### Médailles d'Or
| Sport            | Discipline | Sportifs | Performance |
| Médailles d'or : |            |          |             |

### Médailles d'Argent
| Sport                | Discipline | Sportifs | Performance |
| Médailles d'argent : |            |          |             |

### Médailles de Bronze
| Sport                 | Discipline | Sportifs | Performance |
| Médailles de bronze : |            |          |             |